# Спас Джонев
Спас Илиев Джонев е български театрален и филмов актьор.

## Биография
Роден е на 2 септември 1927 г. в с. Ново село, Пловдивско. Започва кариерата си в Театъра за селото през 1944 г. След като играе в театрите в Свищов, Бургас и Русе, в 1953 г. е назначен за артист в Народен театър „Иван Вазов“.
Освен като артист се изявява като рецитатор. През 1951 г. получава Димитровска награда, а през 1966 г. званието заслужил артист.
Умира на 8 декември 1966 г. в София.

## Роли в театъра
- Карл Моор в „Разбойници“ – Фридрих Шилер
- Платон в „Платон Кречет“ – Александър Корнейчук
- Ромео в „Ромео и Жулиета“ – Уилям Шекспир
- Дон Карлос в „Дон Карлос“ – Фридрих Шилер
- Фернандо в „Мариана Пинеда“ – Ф.Г.Лорка
- Хемон в „Антигона“ – Софокъл
- Хуан де Сантиляна в „Седем вика в океана“ – Алехандро Касона
- Лорд Горинг в „Идеалният мъж“ – Оскар Уайлд
- Освалд в „Призраци“ – Хенрик Ибсен
- Юджин Марчбенкс в „Кендида“ – Бърнард Шоу
- Доктор Прентис в „Добрата стара Англия“ – Съмърсет Моъм
- Гастон в „Пътник без багаж“ – Жан Ануи

## Роли в киното
- Монката Антов, приятел на Мирчо в „Малката“ (1958 г.)
- Борил в „Калоян“ (1963 г.)
- Маестрото - режисьор и ухажор на Ана в „Карамбол“ (1966 г.)
- Колманов, научният сътрудник в „Мъже“ – сц. Георги Марков (1966 г.)

## Рецитали
- „Песен на песните“ от Шолом Алейхем
- „Греховната любов на Зографа Захарий“ от Павел Спасов